# أدولف فريدريك فون راينهارد
أدولف فريدريك فون راينهارد (بالألمانية: Adolf Friedrich Reinhard)‏ هو كاتب وفيلسوف ومحامي ألماني، ولد في 19 يناير 1726 في Strelitz-Alt ‏ في ألمانيا، وتوفي في 1783 في فتسلار في ألمانيا.